# Трајан Басеску
Трајан Басеску (рум. Traian Băsescu; Мурфатлар, 4. новембар 1951) румунски је политичар. Басеску је бивши председник Румуније. Мандат је освојио победом на председничким изборима 2004. а инаугурисан је 20. децембра 2004.

## Биографија
Пре него што је постао председник Румуније, Басеску је био градоначелник Букурешта од јуна 2000. до децембра 2004.
Дана 19. априла 2007. румунски парламент је гласао за опозив Басескуа, са 322 гласа за и 108 против (минимум потребних гласова је био 233). Пошто је Уставни суд Румуније 20. априла 2007. потврдио одлуку парламента, Басеску је остао суспендован до референдума 19. маја 2007. на ком су се грађани изгласали против опозива.
Басеску је 6. децембра 2009. поново изабран у другом кругу избора са 50,33% гласова. Иако је опозиција оптужила Басескуа за изборну крађу, ОЕБС је изборе оценио као регуларне. У јулу 2012. године одржан је други референдум о опозиву Басескуа, за шта је гласало преко 80% грађана, међутим референдум није успео, јер је изашло само 45,92% грађана који имају право гласа, од потребних 50%.